# Coublanc (Saona i Loara)
Coublanc – miejscowość i gmina we Francji, w regionie Burgundia-Franche-Comté, w departamencie Saona i Loara.
Według danych na rok 1990 gminę zamieszkiwały 882 osoby, a gęstość zaludnienia wynosiła 101 osób/km² (wśród 2044 gmin Burgundii Coublanc plasuje się na 265. miejscu pod względem liczby ludności, natomiast pod względem powierzchni na miejscu 999.).